# Эшбак-о-Валь
Эшба́к-о-Валь (фр. Eschbach-au-Val) — коммуна на северо-востоке Франции в регионе Гранд-Эст (бывший Эльзас — Шампань — Арденны — Лотарингия), департамент Верхний Рейн, округ Кольмар — Рибовилле, кантон Вендзенем. До марта 2015 года коммуна административно входила в состав упразднённого кантона Мюнстер (округ Кольмар).
Площадь коммуны — 4,84 км², население — 386 человек (2006) с тенденцией к стабилизации: 370 человек (2012), плотность населения — 76,5 чел/км².

## Население
Численность населения коммуны в 2011 году составляла 374 человека, а в 2012 году — 370 человек.
| 1962 | 1968 | 1975 | 1982 | 1990 | 1999 | 2006 | 2011 | 2012 |
| ---- | ---- | ---- | ---- | ---- | ---- | ---- | ---- | ---- |
| 382  | 410  | 410  | 373  | 375  | 372  | 386  | 374  | 370  |

Динамика населения:

## Экономика
В 2010 году из 226 человек трудоспособного возраста (от 15 до 64 лет) 174 были экономически активными, 52 — неактивными (показатель активности 77,0 %, в 1999 году — 74,2 %). Из 174 активных трудоспособных жителей работали 158 человек (76 мужчин и 82 женщины), 16 числились безработными (12 мужчин и 4 женщины). Среди 52 трудоспособных неактивных граждан 13 были учениками либо студентами, 23 — пенсионерами, а ещё 16 — были неактивны в силу других причин.
На протяжении 2011 года в коммуне числилось 161 облагаемое налогом домохозяйство, в котором проживало 369,5 человек. При этом медиана доходов составила 18942 евро на одного налогоплательщика.

## Достопримечательности (фотогалерея)

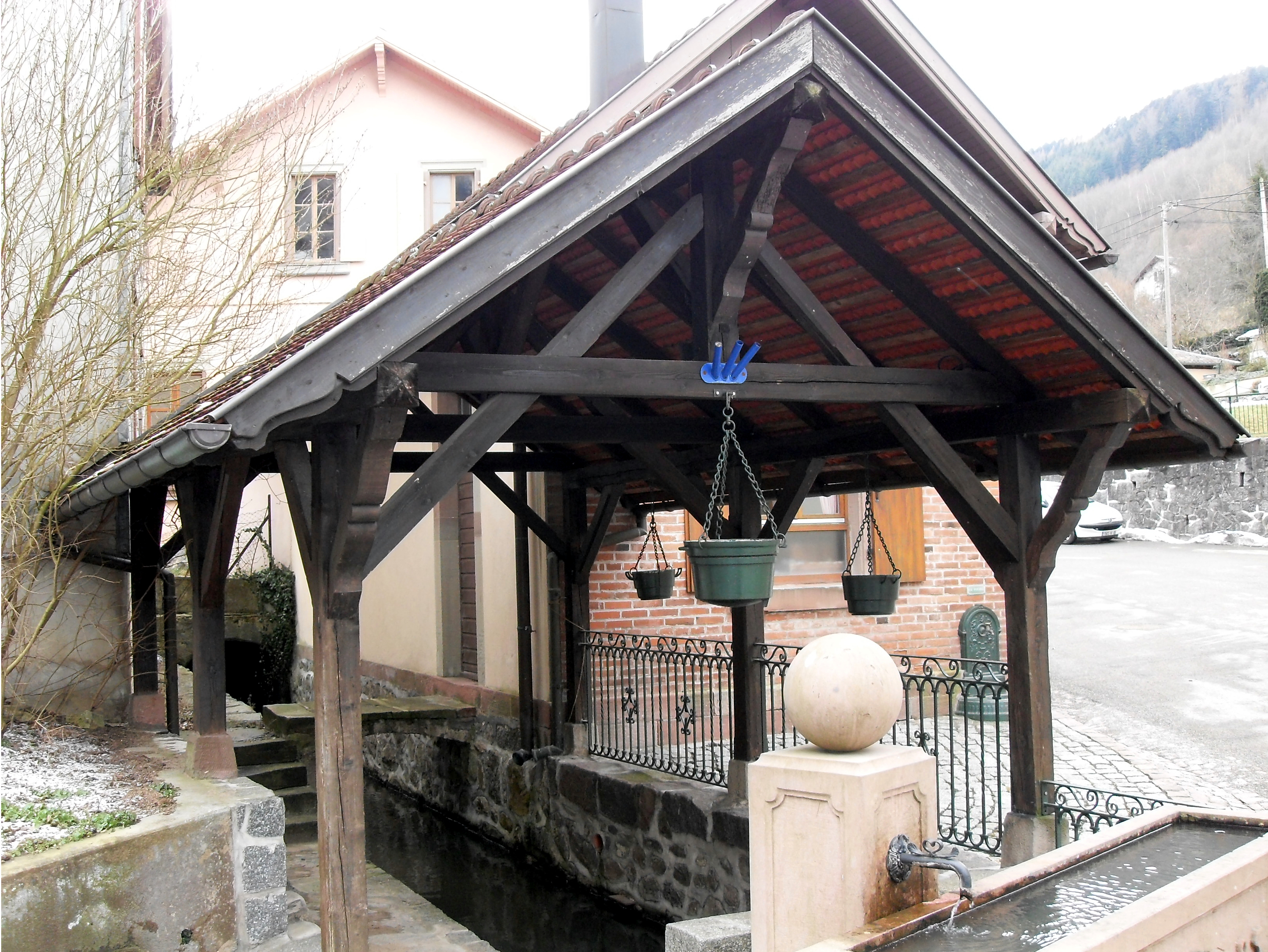
Лавуар